# Major League Baseball 1900
Major League Baseball 1900 vanns av Brooklyn Superbas efter att ha vunnit Chronicle-Telegraph Cup mot Pittsburgh Pirates med 3-1 i matcher. Brooklyn Superbas vann National League framför tvåan Pittsburgh Pirates.

## National League
|                       | V  | F  | %    |
| --------------------- | -- | -- | ---- |
| Brooklyn Superbas     | 82 | 54 | .603 |
| Pittsburgh Pirates    | 79 | 60 | .568 |
| Philadelphia Phillies | 75 | 63 | .543 |
| Boston Beaneaters     | 66 | 72 | .478 |
| St. Louis Cardinals   | 65 | 75 | .464 |
| Chicago Oprhans       | 65 | 75 | .464 |
| Cincinnati Reds       | 62 | 77 | .446 |
| New York Giants       | 60 | 78 | .435 |

## Chronicle-Telegraph Cup
- Brooklyn Superbas – Pittsburgh Pirates 3–1 i matcher
  - 5–2; 4–2; 0–10; 6–1

## Källa
Den här artikeln är helt eller delvis baserad på material från engelskspråkiga Wikipedia.